# Cesilie Carlton
Pour les articles homonymes, voir Carlton.
Cesilie Carlton, née le 27 mars 1981,  est une plongeuse de haut vol américaine.
Elle est la première championne du monde FINA de l'histoire en remportant l'épreuve des championnats du monde de natation 2013 à Barcelone où le saut de haut vol figurait pour la première fois.